# بوتوو (استان وارنا)
بوتوو (به بلغاری: Botevo) یک منطقهٔ مسکونی در بلغارستان است که در شهرستان اکساکاوو واقع شده‌است. بوتوو ۱۹۳ نفر جمعیت دارد.